# Тиндарей (пьеса)
«Тиндарей» (др.-греч. Τυνδάρεος) — трагедия древнегреческого драматурга Софокла (V век до н. э.) на тему мифов лаконского цикла. Её текст почти полностью утрачен.
Главный герой пьесы — царь Спарты Тиндарей, муж Леды, земной отец Диоскуров, Клитемнестры и Елены — самой прекрасной девушки Эллады, на руку которой претендовали многие герои. Сохранились только два небольших фрагмента текста самого общего содержания, так что невозможно понять, какой именно эпизод биографии Тиндарея использовал Софокл.